# Верх-Куендат
Верх-Куендат — деревня в Первомайском районе Томской области России. Входит в состав Новомариинского сельского поселения.

## География
Находится на востоке региона, в верховьях реки Куендат, примерно в 1 км от д. Туендат.

## История
Основана в 1900 г. В 1926 году хутор Верх-Куендатский состоял из 32 хозяйств, основное население — белоруссы. В составе Константиновского сельсовета Зачулымского района Томского округа Сибирского края.
Согласно Закону Томской области от 10 сентября 2004 года № 204-ОЗ деревня вошла в состав Новомариинского сельского поселения.

## Население
| 1926 | 2002 | 2010 | 2012 | 2013 | 2014 | 2015 |
| ---- | ---- | ---- | ---- | ---- | ---- | ---- |
| 177  | ↘48  | ↘40  | ↗41  | →41  | ↘39  | ↘36  |
| 2021 |      |      |      |      |      |      |
| ↗49  |      |      |      |      |      |      |

## Инфраструктура
Личное подсобное хозяйство.

## Транспорт
Просёлочные дороги.